# Above (album de Samael)
Pour les articles homonymes, voir Above.
Albums de Samael
Solar Soul
(2007) Lux Mundi
(2011)
Above est le huitième album studio du groupe de heavy metal suisse Samael, sorti le 6 mars 2009 sous le label Nuclear Blast.

## Liste des titres
| 1.    | Under One Flag       | 3:42 |
| 2.    | Virtual War          | 4:04 |
| 3.    | Polygames            | 3:56 |
| 4.    | Earth Country        | 3:55 |
| 5.    | Illumination         | 3:30 |
| 6.    | Black Hole           | 3:36 |
| 7.    | In There             | 4:02 |
| 8.    | Dark Side            | 2:57 |
| 9.    | God's Snake          | 4:08 |
| 10.   | On The Top Of It All | 4:42 |
| 38:30 |                      |      |

| Titre bonus (versions CD Digipak et LP) | Titre bonus (versions CD Digipak et LP) | Titre bonus (versions CD Digipak et LP) | Titre bonus (versions CD Digipak et LP) | Titre bonus (versions CD Digipak et LP) | Titre bonus (versions CD Digipak et LP) | Titre bonus (versions CD Digipak et LP) | Titre bonus (versions CD Digipak et LP) | Titre bonus (versions CD Digipak et LP) | Titre bonus (versions CD Digipak et LP) |
| No                                      | Titre                                   | Durée                                   |                                         |                                         |                                         |                                         |                                         |                                         |                                         |
| --------------------------------------- | --------------------------------------- | --------------------------------------- | --------------------------------------- | --------------------------------------- | --------------------------------------- | --------------------------------------- | --------------------------------------- | --------------------------------------- | --------------------------------------- |
| 11.                                     | Black Hole (Verso Mix)                  | 3:36                                    |                                         |                                         |                                         |                                         |                                         |                                         |                                         |
| 42:06                                   |                                         |                                         |                                         |                                         |                                         |                                         |                                         |                                         |                                         |

Note
Le titre Dark Side est une version retravaillée de The Black Face issu de l'album Worship Him (1990)[réf. nécessaire].

## Membres du groupe
- "Vorph" Vorphalack : guitare, chant
- "Xy" Xytraguptor : batterie, percussions, clavier, boite à rythmes
- Makro : guitare
- Masmiseîm : basse